# Éruption volcanique de La Palma de 2021
 (octobre 2021).
L'éruption volcanique de La Palma de 2021 commence le dimanche 19 septembre 2021 à 14 h 10 heure locale, dans la commune d'El Paso, près du village de Las Manchas sur l'île de La Palma dans les îles Canaries, en Espagne. Il s'agit de la première éruption sur l'île depuis l'éruption du Teneguía en octobre 1971 et la première dans l'archipel des Canaries, depuis l'éruption d'El Hierro de 2011,,, ; elle est déclarée officiellement terminée le 25 décembre 2021, après avoir provoqué d’importantes destructions de bâtiments, de routes et d’installations, estimées à 400 millions d’euros.

## Précurseurs
Du 7 octobre 2017 au 25 juin 2021, sont enregistrés jusqu'à huit séismes présentant des caractéristiques similaires, appelés essaim de séismes, dans la partie sud de La Palma,.
Une étude scientifique publiée en janvier 2021, qui utilise, entre autres, une technique inédite d'interprétation des observations radar disponibles provenant de différents satellites, révèle certaines anomalies dans la vallée de l'Aridane (es) qui suggéreraient une possible réactivation du sous-sol à partir de 2009 ou 2010, tout en reconnaissant qu'il est admis que près de 80 % des situations présentant de telles anomalies n'ont pas donné lieu à des éruptions volcaniques ultérieures.
Samedi 11 septembre 2021 au matin, un nouvel essaim sismique de faible intensité commence dans le sud de l'île. On enregistre jusqu'au dimanche 12 septembre, 31 mouvements sismiques, avec des magnitudes comprises entre 0,8 et 2 sur l'échelle mbLg.
Lundi 13 septembre, 1 500 mouvements sismiques sont enregistrés dans la zone du Cumbre Vieja, dans les communes de Fuencaliente, Villa de Mazo et El Paso, ce qui entraîne l'activation par le gouvernement des Canaries de l'alerte jaune (niveau d'alerte 2 sur une échelle de 4) du Plan spécial de protection civile et d'alerte d'urgence lié au risque volcanique (Pevolca).
Dimanche 19 septembre, 327 tremblements de terre sont enregistrés, avec un séisme de 3,8 mbLg à 11 h 16 heure locale, largement ressenti sur l'île et d'une profondeur de 2 km. Peu de temps après, se produit un séisme de 4,2 sur l'échelle de Richter. Depuis le début de l'activité sismique, on constate que la déformation de l'île, due à la pression du magma sur la croûte terrestre, élève la zone d'éruption possible d'environ 15 cm.
Malgré cette situation, il est décidé de ne pas augmenter les mesures de précaution et le cabildo insulaire de La Palma décide seulement l'évacuation de 40 personnes à mobilité réduite et d'une partie des animaux de production présent dans la zone,.

## Déroulement

### Septembre
19 septembre
Le volcan entre en éruption le dimanche 19 septembre à 14 h 10 heure locale,, dans la zone connue sous le nom de Cabeza de Vaca (« Tête de vache ») dans la commune d'El Paso,,. L'éruption comporte initialement deux fissures distantes de 200 m et huit bouches éruptives. Les autorités, telles que la Garde civile, qui a déployé plus de 120 personnes sur le terrain, estiment que le nombre total d'évacués pourrait dépasser 10 000 personnes dans les prochaines heures, alors que la lave s'écoule vers l'océan Atlantique. Plusieurs routes sont également fermées à la circulation par mesure de précaution,.
20 septembre

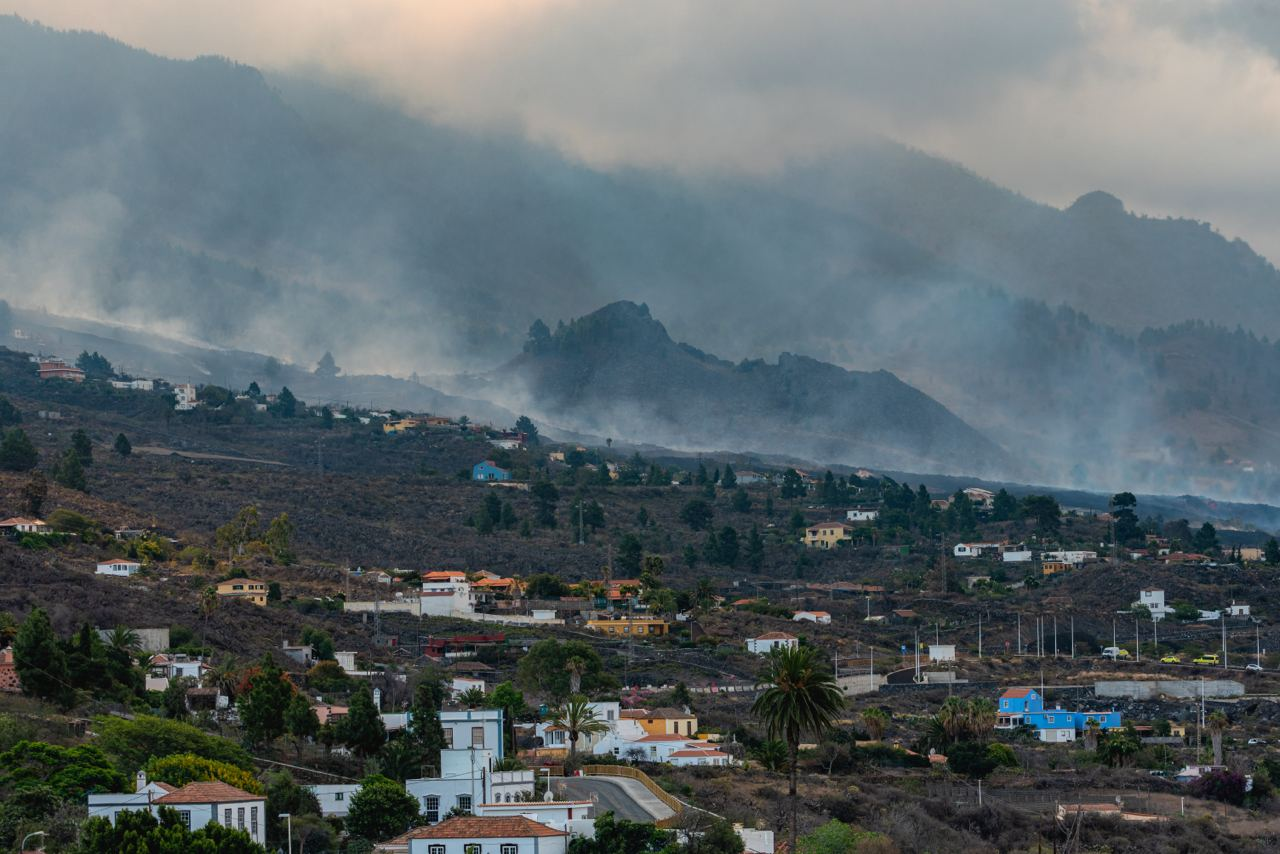
Plus d'une centaine de maisons, de cultures et autres infrastructures sont détruites par les coulées de lave.

Au cours des seize heures suivantes se produisent trois coulées de lave atteignant une hauteur de six mètres. Plus de cinq mille personnes sont évacuées des quartiers les plus proches des coulées de lave, dont des centaines de touristes. En fin de journée, une neuvième bouche éruptive est dénombrée dans la zone de Tacande. Les coulées de lave de type ʻaʻā ne sont pas très fluides ; cependant, dans leur progression vers l'océan à une vitesse d'environ 700 m/h, elles causent de nombreux dégâts matériels, notamment la destruction totale de bâtiments, de routes et d'installations à proximité de la zone de la première éruption.

Localisation de la coulée de lave le 20 septembre à 17h50 UTC
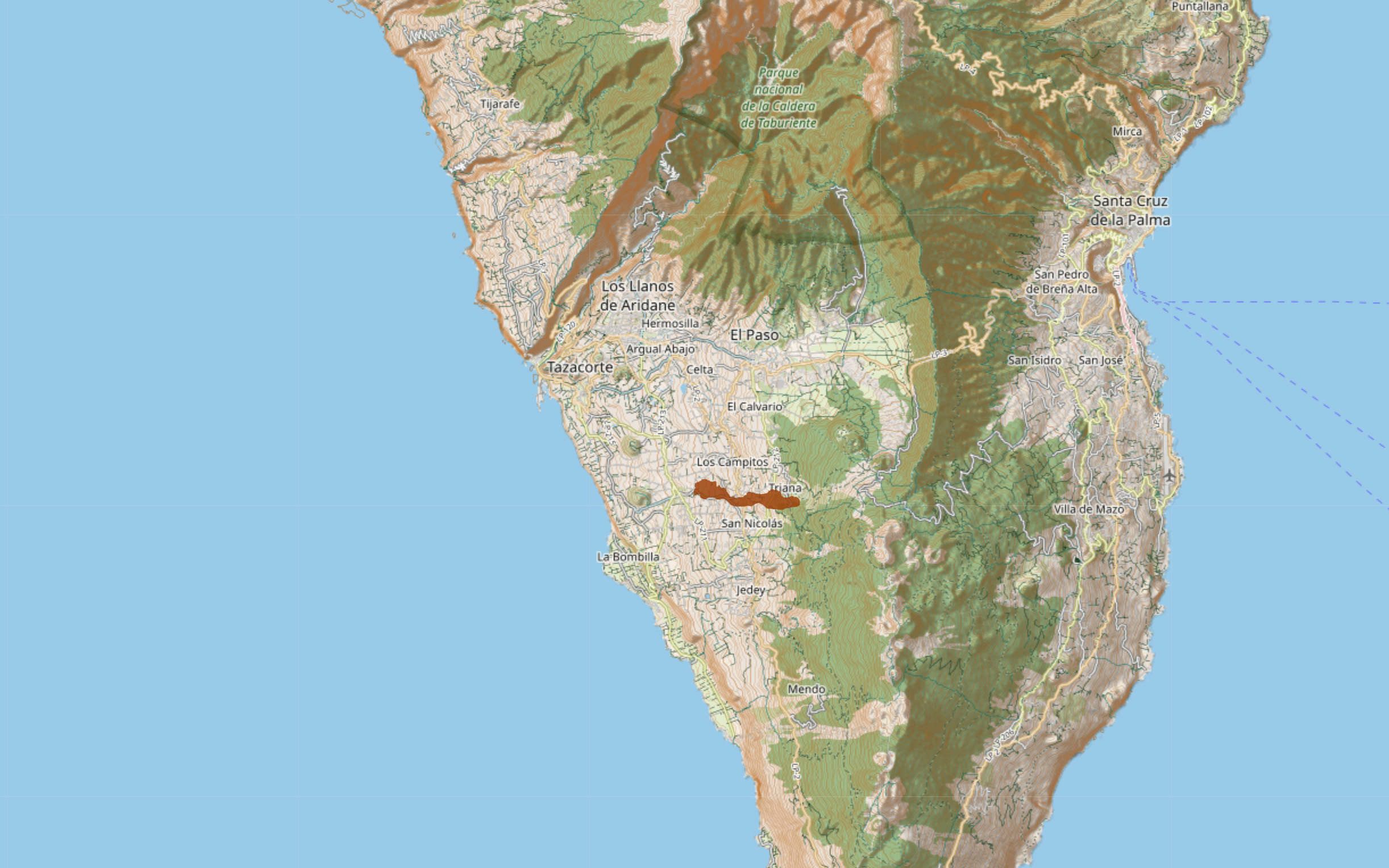
Vue élargie.
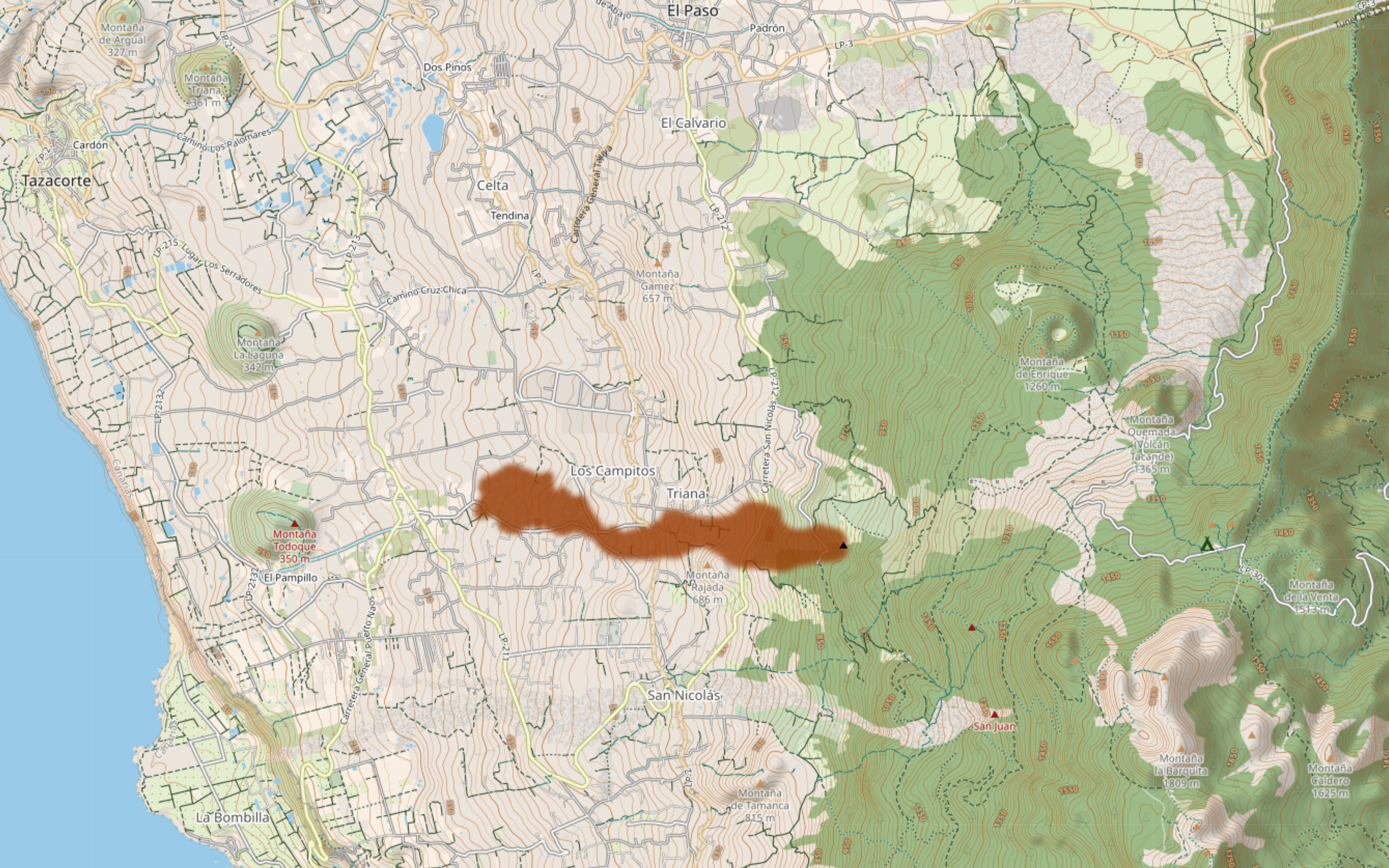
Vue plus précise.

21 septembre

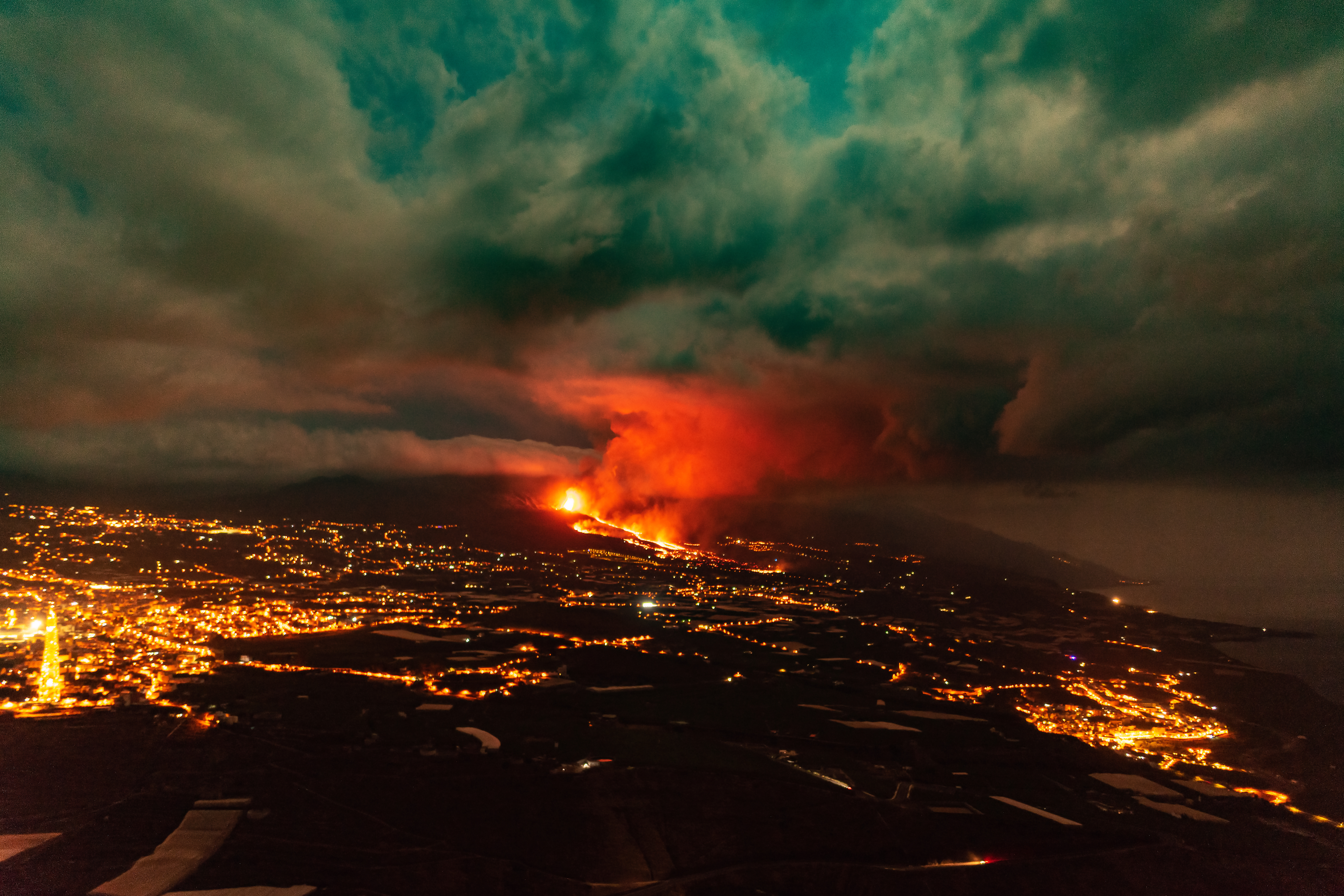
L'éruption le matin du 21 septembre 2021.

Le mardi 21 septembre à 14 h, la principale coulée de lave atteint la localité de Todoque dans la commune de Los Llanos de Aridane, localité la plus peuplée de la zone avec mille deux cents habitants, à une vitesse d'environ 120 m/h. La lave avance alors le long de deux langues : celle située au sud-ouest à Las Manchas a un mouvement minimal d'à peine 2 m/h, tandis que la seconde, alimentée par la nouvelle bouche, est celle qui atteint Todoque.
Dans l'après-midi, l'Institut volcanologique des Canaries (Involcan) constate une augmentation du tremblement harmonique et par conséquent de l'activité éruptive des quatre bouches actives. Une déformation du sol de 25 cm est également observée.
22 et 23 septembre
Le directeur technique de Pevolca, Miguel Ángel Morcuende, évoque une période de « mini-stabilité » et bien qu'elles soient « assez explosives », les coulées de lave ralentissent et avancent très lentement. Il confirme également l'existence de neuf bouches éruptives, dont quatre sont actives dans une seule fissure.
La directrice de l'Institut géographique national aux Canaries, María José Blanco, signale que l'éruption entre dans une phase plus explosive avec une importante émission de cendres et une diminution de la sismicité. Il indique également que les coulées de lave continuent de ralentir à environ 4 m/h. L'une des deux coulées de lave, celle qui a atteint les environs de Todoque, continue à élargir son front qui dépasse les 500 mètres, tandis que la langue la plus au nord s'est arrêtée.
24 septembre
Deux autres bouches éruptives s'ouvrent, créant deux coulées de lave qui se déplacent à une vitesse d'environ 60-80 m/h le long de la pente. Peu après, l'évacuation des villages de Tajuya, Tacande de Abajo et la partie de Tacande de Arriba qui n'avait pas encore été évacuée est ordonnée. Dans le même temps, l'activité explosive et l'émission de cendres s'intensifient. La présence de ces particules dans l'air et la faible visibilité entraînent la suspension de toutes les opérations commerciales aux aéroports de La Palma et de La Gomera.
25 septembre
La partie occidentale du principal cône de cendres volcaniques s'effondre. De plus, une nouvelle bouche s'ouvre, provoquant une coulée de lave beaucoup plus intense et fluide. Cette nouvelle coulée de lave se déplace au-dessus de la première qui avançait encore très lentement (quelques mètres par heure) car, dans les parties basses, la viscosité a beaucoup augmenté en raison de la baisse de température de la lave. C'est pourquoi la hauteur de la coulée de lave augmente.
La coulée de lave présente à Todoque n'avance pratiquement pas. La déformation du terrain n'a pas beaucoup changé au cours des trois derniers jours. Cela signifie que la matière qui entre dans la chambre magmatique est compensée par la matière qui en sort. À ce jour, ont été éjectés un peu plus de 25 millions de m3 de magma.
La colonne de fumée et de cendres volcaniques s'élève à une hauteur de 6 km et les cendres atteignent pratiquement toute l'île de La Palma et une partie de La Gomera. L'aéroport de La Palma reste donc fermé. Les compagnies maritimes renforcent leurs lignes vers l'île de La Palma, mais, il y a de longues files d'attente de passagers piétons dans le port de Santa Cruz.
26 septembre
Dimanche 26, la dernière coulée de lave se réactive, avançant à une vitesse moyenne d'environ 100 m/h, traversant le quartier de Todoque, à environ 150 mètres à l'ouest du centre de ce village. Vers 20 h 30, la coulée se trouve à 1 600 m de la côte. Le passage de la lave dans ce village provoque l'effondrement du clocher de l'église Saint-Pie X.
27 septembre
Lundi 27, après une nuit de forte activité explosive, vers 8 h 30 heure locale, il y a un arrêt de l'activité pendant environ deux heures, puis l'activité reprend. En outre, l'activité sismique reprend le matin, déplacée vers le sud, avec 16 séismes localisés dans la zone située au nord de Fuencaliente de la Palma. Les experts chargés de surveiller l'éruption commentent l'arrêt comme un « processus normal » de ce type d'éruption fissurale strombolienne avec une alternance de continuités et de discontinuités.
Au 27 septembre, l'éruption volcanique a libéré 46,3 millions de m3 de magma (cendres et lave).
28 septembre
Dans l'après-midi, la lave dépasse la montagne de Todoque, coupant la route côtière et détruisant les serres de bananes sur son passage, avec pour conséquence le dégagement de gaz toxiques provenant des plastiques et des engrais.
Vers 23 h 2 heure locale, la coulée de lave réussit à atteindre la mer à la plage de Perdido dans la commune de Tazacorte.
29 septembre

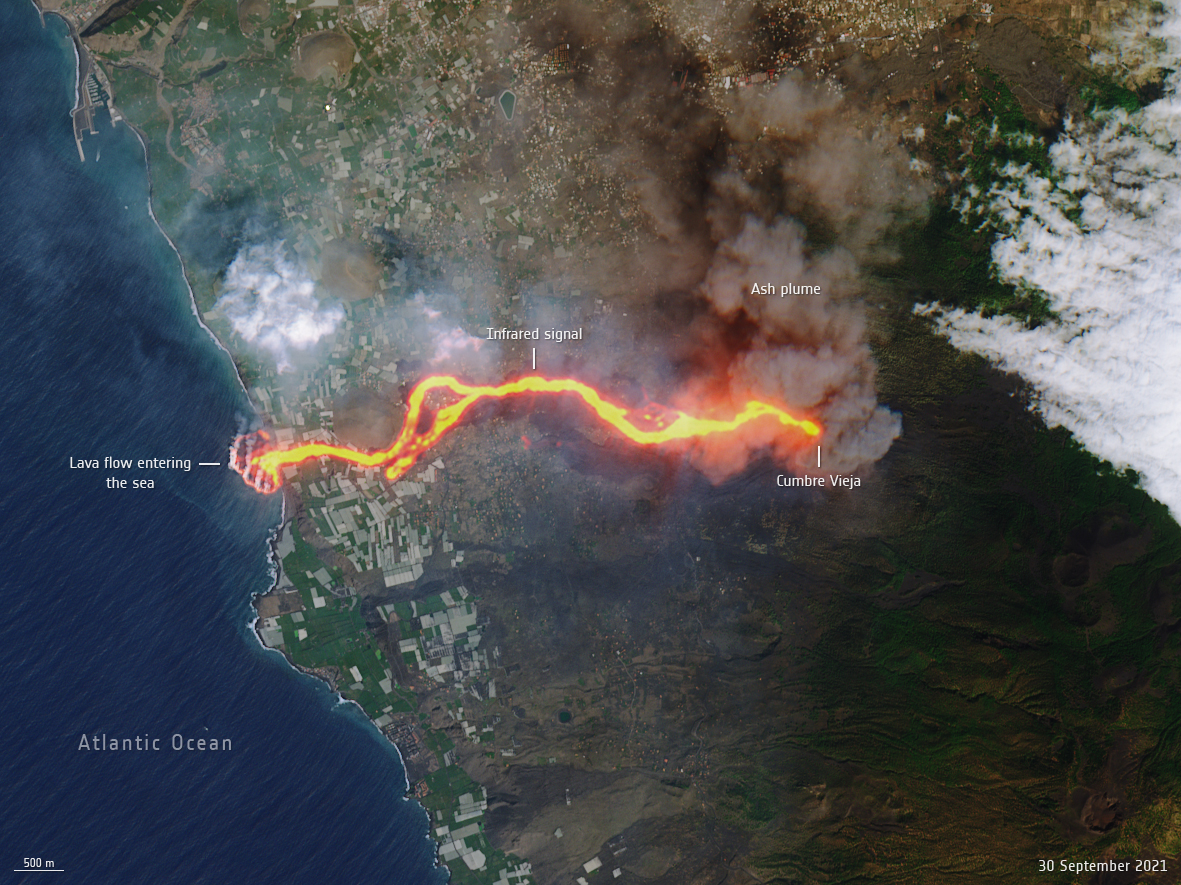
Vue satellite (infrarouge) de l'éruption le 30 septembre 2021.

À la mi-journée, une plate-forme de 500 mètres de large se forme, gagnant du terrain sur la mer, ce qui, dans les îles Canaries, est connu comme une île basse. L'afflux de lave est calme et les panaches de gaz potentiellement toxiques se dissipent sans causer de problèmes sanitaires.

### Octobre
30 octobre
Dans la matinée, à 7 h 24, a lieu un séisme de magnitude 5 sur l'échelle de Richter. C'est le plus fort depuis le début de l'éruption. Le foyer du séisme se situe à 35 km de profondeur. Il touche la commune de Villa de Mazo et est ressenti dans toute la région.
31 octobre
Le 31 octobre, un deuxième séisme de magnitude 5 s'est produit et il a été signalé qu'on en attendait davantage. La zone couverte par les coulées de lave avait augmenté à au moins 1 000 hectares. Il a également été signalé que tous les établissements d'hébergements (hôtels, auberges, maisons d'hôtes, etc.) à La Palma étaient complets en raison du grand nombre de touristes qui s'y rendaient pour voir le volcan.

### Novembre
20 novembre
Par le biais du réseau social Twitter, l'Institut de vulcanologie des Îles Canaries indique que l'éruption est désormais classée au stade VEI-3 de l'Indice d'explosivité volcanique. Cela correspond à la classification Vulcanien.
26 novembre
Une nouvelle bouche éruptive apparaît.
30 novembre
Des tremblements de terre ont lieu et la magnitude maximale atteint 4,2 sur l'échelle de Richter. L'épicentre se situe à 13 kilomètres de profondeur, soit la sismicité la plus élevée enregistrée à cette profondeur depuis le début de l'éruption.

### Décembre
12 décembre
Le 12 décembre, l'éruption volcanique a battu le record local, lorsqu'elle a atteint 85 jours d'activité continue. L'éruption est considérée comme la plus longue éruption connue d'un volcan à La Palma. Auparavant, l'éruption du volcan Tajuya en 1585 était la plus longue avec 84 jours. Aucune donnée fiable n'est disponible sur les éruptions volcaniques précédentes,.
13 décembre
Après trois mois d'éruption, des signes d'affaiblissement du volcan sont observés, en termes de secousses autant que d'émission de gaz et de lave, mais ce calme est relatif : le volcan réagit maintenant par des phases d'activité intermittentes. 33 000 personnes sont confinées à cause des gaz toxiques.
15 décembre
À cette date, le Cumbre Vieja est toujours en éruption.
17 décembre
Après une activité volcanique soutenue, l'espoir est permis. Depuis le volcan Cumbre Vieja ne montre plus de signes d'activités. Il faudra cependant attendre encore 10 jours avant de pouvoir confirmer la fin de l'éruption.
25 décembre
L'éruption du  Cumbre Vieja est officiellement terminée le 25 décembre 2021. L'éruption a duré 85 jours et 8 heures, entre le 19 septembre à 15 h 10 et le 13 décembre à 22 heures (Julio Pérez, directeur du plan d'urgence volcanique des Canaries (Pevolca),.

## État des dégâts
Cette éruption a causé la mort d'au moins une personne (le 28 novembre 2021), d'importants dégâts ont touché les infrastructures, les bâtiments, les véhicules, l'agriculture et l'environnement.

### Infrastructures
Au 23 septembre, 17 km de routes ont été détruites par la lave :
- Route du sud de La Palma (LP-2) à la hauteur de Tajuya ;
- Route de Tacande (LP-212) à El Paso ;
- Route de Tazacorte par la côte (LP-2132) à Todoque ;
- Route de Todoque (LP-211), route de Puerto Naos (LP-213) et route de Tazacorte à La Laguna (LP-215) à Los Llanos de Aridane.

En outre, l'éruption a également détruit des réseaux d'eau potable et d'électricité.

### Bâtiments

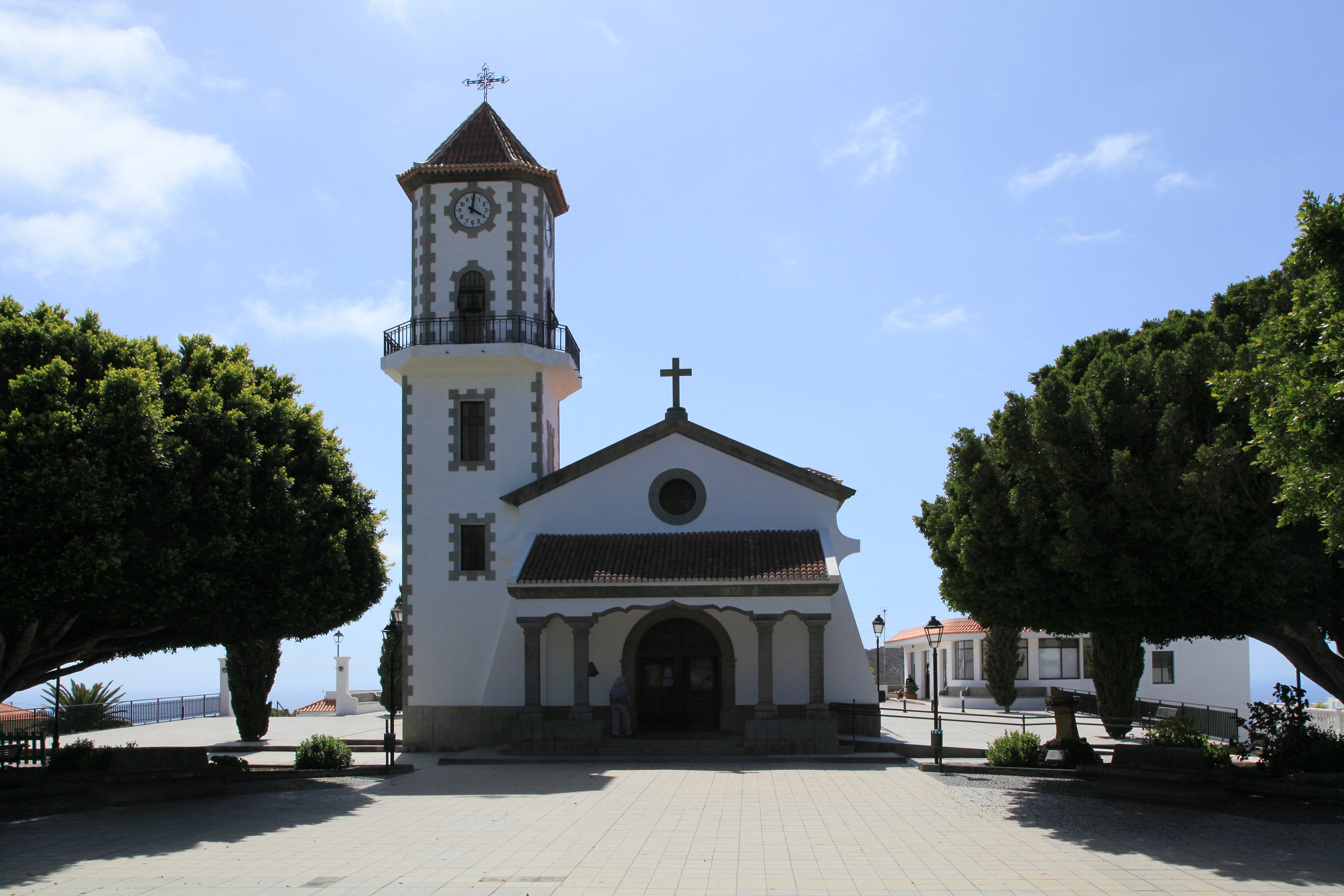
L'église Saint-Pie X en 2015.

Au 25 septembre, 400 bâtiments ont été détruits ou endommagés, la plupart sont des maisons privées.
À Todoque, ont été détruits : l'église Saint-Pie X qui s'est effondrée le 26 septembre, le centre de santé, le siège de l'association de quartier, l'école maternelle et primaire Los Campitos.
En outre, au 21 septembre, la lave a détruit 200 installations ou équipements sportifs.

### Agriculture et élevage
Au 21 septembre, environ 300 exploitations agricoles et d'élevage ont été détruites.
Les agriculteurs évacués de la zone touchée s'attendent à perdre chaque semaine 1 300 tonnes de fruits, détruits par la lave ou non récoltés.
De nombreux animaux ont été secourus par les forces de sécurité, les pompiers et la protection civile et emmenés dans des refuges pour animaux ou relocalisés dans d'autres communes. Cependant, de nombreux animaux ont été libérés pour échapper à la lave.

### Environnement
L'émission de dioxyde de soufre (SO2) dans l'atmosphère est estimée entre 6 140 et 11 500 t/jour. Selon les experts, cette masse de SO2 pourrait même atteindre la mer Méditerranée via l'Afrique du Nord.
De même, l'expulsion de cendres et de poussières, jusqu'à des hauteurs de 6 000 mètres, a provoqué le déplacement d'un nuage vers l'est, tombant sous forme de sable fin sur la partie orientale de l'île et sur d'autres îles plus éloignées comme Tenerife et Grande Canarie, obligeant à la fermeture des aéroports de La Palma et de La Gomera.
Lorsque la coulée de lave atteint la mer le 29 septembre, il se produit un nuage de gaz toxiques composé principalement d'acide sulfurique (H2SO4), d'acide chlorhydrique (HCl) et d'acide fluorhydrique (HF). La température de l'eau augmente également, la lave étant à une température de 1 000 °C.

## Réactions

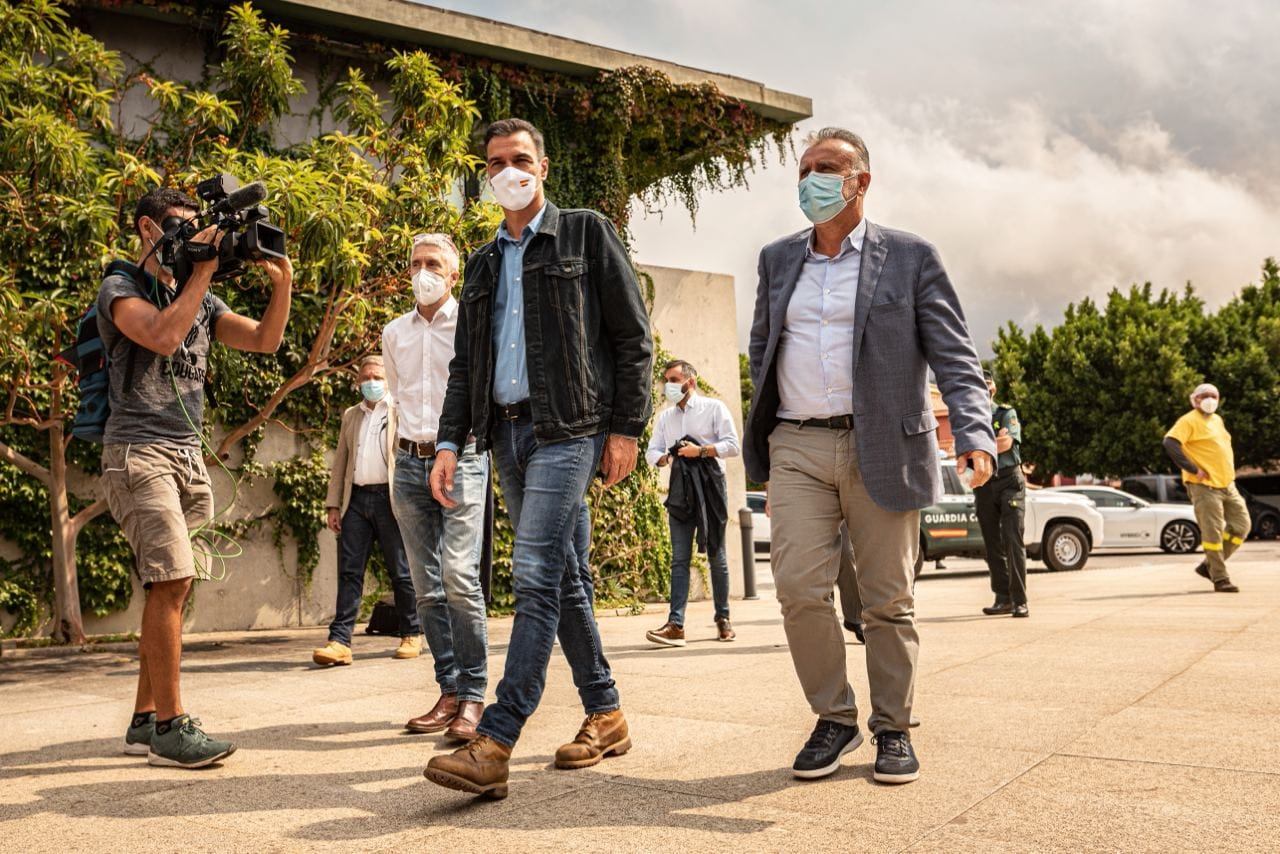
Lundi 20 septembre, Pedro Sánchez, Ángel Víctor Torres, président des Canaries, et Fernando Grande-Marlaska, ministre de l'Intérieur visitent le poste de commandement avancé.

Dans les jours qui précèdent l'éruption, la presse se fait l'écho de l'augmentation de la sismicité sur l'île.
Une rumeur, détournant un documentaire de la BBC, prétend qu'une éruption volcanique à La Palma pourrait provoquer un méga tsunami qui dévasterait toute la côte est des États-Unis. Cela est démenti par Luis González de Vallejo, directeur de la zone des risques géologiques de l'Institut volcanologique des Canaries.
Au Brésil, des rumeurs font également état d'un tsunami capable de frapper sérieusement les côtes du pays, en particulier le Nord-Est. Le Réseau sismographique brésilien (RSBR) qualifie cette éventualité comme « très faible » et la Société brésilienne de géologie (SBG) comme « très improbable », car ce qui est plus probable c'est qu'il y ait des « reflux marins » (resacas marítimas) le long des côtes du pays. De manière similaire, la rumeur selon laquelle le séisme du 1er novembre 1755 à Lisbonne aurait créé un tsunami sur les côtes brésiliennes est écartée.
Le 19 septembre, le président du gouvernement d'Espagne, Pedro Sánchez, se rend dans l'archipel pour s'informer directement de la situation à La Palma, de la coordination du plan d'urgence et des protocoles en place, reportant un voyage à New York pour assister à l'Assemblée générale des Nations unies.
Le roi Felipe VI, lors de la cérémonie d'ouverture de l'année universitaire, envoie un message de soutien à « ceux qui souffrent de l'évacuation de leurs maisons ». Le roi Felipe VI et la reine Letizia se rendent sur l'île le jeudi 23 septembre et rencontrent plusieurs personnes évacuées lors de la catastrophe.
La ministre de l'Industrie, du Commerce et du Tourisme, Reyes Maroto, déclare que « l'éruption de La Palma est une attraction touristique dont nous pouvons tirer parti » (La erupción de La Palma es un reclamo turístico que podemos aprovechar). Dans le même ordre d'idées, l'éruption de mars 2021 du Fagradalsfjall en Islande s'est également produite sans faire de victimes et le gouvernement islandais avait mis en place un itinéraire avec une plate-forme d'observation pour que les touristes puissent assister à l'éruption en contribuant ainsi à relancer quelque peu le tourisme après l'effondrement dû à la pandémie de Covid-19. Il convient de noter que la vallée du volcan Fagradalsfjall est inhabitée, tandis que sur les pentes du volcan Cumbre Vieja sont situés de nombreuses maisons, bâtiments publics et magasins que les habitants de La Palma perdent chaque jour du fait des coulées de lave. Par la suite, en raison des critiques de l'opposition,, la ministre Maroto revient sur ses propos.
Dimanche 26 septembre, lors de la prière de l'Angélus, le pape François consacre quelques mots pour témoigner de sa « proximité et de sa solidarité avec les victimes de l'éruption volcanique sur l'île de La Palma, aux Canaries » et invite à prier pour Notre-Dame des Neiges, la patronne de l'île.

#### Articles scientifiques
- (en) Steven N. Ward et Simon Day, « Cumbre Vieja Volcano - Potential collapse and tsunami at La Palma, Canary Islands », Geophysical Research Letters, vol. 28, no 17,‎ 1er septembre 2001, p. 3397-3400 (ISSN 0094-8276, lire en ligne, consulté le 27 septembre 2021)
- (en) José Fernández, Joaquín Escayo, Zhongbo Hu et al., « Detection of volcanic unrest onset in La Palma, Canary Islands, evolution and implications », Scientific Reports,‎ 28 janvier 2021 (ISSN 2045-2322, DOI 10.1038/s41598-021-82292-3, lire en ligne, consulté le 27 septembre 2021)
- Raphaël Paris, « Cumbre Vieja : Radiographie d'une éruption », Pour la science, no 539,‎ septembre 2022, p. 52-61

#### Articles de presse
La présence de vidéos accompagnant les articles est signalée par la mention [vidéo].
- (en) David Ehl, « How a volcano saved Iceland's travel industry », sur dw.com, Deutsche Welle, 9 juillet 2021 (consulté le 29 septembre 2021).
- (es) « Enjambre sísmico en La Palma con 31 temblores de pequeña magnitud », sur eldiario.es, Eldiario.es, 12 septembre 2021 (consulté le 29 septembre 2021).
- (es) Joaquim Elcacho, « Activan la alerta amarilla en La Palma por riesgo de erupción volcánica », La Vanguardia,‎ 14 septembre 2021 (ISSN 1133-4835, lire en ligne, consulté le 29 septembre 2021).
- (pt) « Tsunami no Brasil? Especialista comenta riscos do vulcão nas Ilhas Canárias », sur ultimosegundo.ig.com.br, Último Segundo, 17 septembre 2021 (consulté le 29 septembre 2021).
- (es) « Este es el sonido del enjambre sísmico de Cumbre Vieja », sur eldiario.es, Eldiario.es, 17 septembre 2021 (consulté le 29 septembre 2021).
- (es) Silvia Fernández, « La superficie de La Palma se eleva hasta los 15 centímetros y la actividad sísmica se acelera », La Vanguardia,‎ 19 septembre 2021 (ISSN 1133-4835, lire en ligne, consulté le 29 septembre 2021).
- (en) « The intensity of earthquakes has increased », sur canarianweekly.com, Canarian Weekly, 19 septembre 2021 (consulté le 29 septembre 2021).
- [vidéo] (es) Silvia Fernández, « El volcán de La Palma erupciona y obliga a evacuar a más de 5.000 personas », La Vanguardia,‎ 19 septembre 2021 (ISSN 1133-4835, lire en ligne, consulté le 29 septembre 2021).
- (es) « Comienza la evacuación preventiva de personas con movilidad reducida en núcleos de riesgo de La Palma », sur europapress.es, Europa Press, 19 septembre 2021 (consulté le 29 septembre 2021).
- (es) « Las impresionantes imágenes de la erupción del volcán Cumbre Vieja en las islas Canarias », sur bbc.com, BBC News, 19 septembre 2021 (consulté le 29 septembre 2021).
- [vidéo] (es) « Al octavo día, estalló el volcán »(Archive.org • Wikiwix • Archive.is • Google • Que faire ?), sur efe.com, EFE, 19 septembre 2021 (consulté le 29 septembre 2021).
- (es) « La Guardia Civil prevé evacuar en La Palma entre 5.000 y 10.000 personas »(Archive.org • Wikiwix • Archive.is • Google • Que faire ?), sur efe.com, EFE, 19 septembre 2021 (consulté le 29 septembre 2021).
- [vidéo] (es) « El volcán de La Palma entra en erupción y obliga a una evacuación masiva », sur rtve.es, RTVE, 19 septembre 2021 (consulté le 29 septembre 2021).
- (es) « La erupción tiene dos fisuras separadas por 200 metros y ocho bocas »(Archive.org • Wikiwix • Archive.is • Google • Que faire ?), sur efe.com, EFE, 20 septembre 2021 (consulté le 29 septembre 2021).
- [vidéo] (es) « Más de 5.000 evacuados por erupción volcánica en la isla española de La Palma »(Archive.org • Wikiwix • Archive.is • Google • Que faire ?), sur efe.com, EFE, 20 septembre 2021 (consulté le 29 septembre 2021).
- (es) « Más de 5.000 evacuados, primeras viviendas afectadas y carreteras cortadas », Las Provincias,‎ 20 septembre 2021 (ISSN 1578-7834, lire en ligne, consulté le 29 septembre 2021).
- [vidéo] (es) « La aparición de una novena boca activa del volcán provoca nuevos desalojos en La Palma », sur huffingtonpost.es, El HuffPost, 20 septembre 2021 (consulté le 29 septembre 2021).
- [vidéo] (es) Javier Salas et Guillermo Vega, « La erupción del volcán en La Palma obliga a una evacuación masiva », El País,‎ 20 septembre 2021 (ISSN 1697-9397, lire en ligne, consulté le 29 septembre 2021).
- [vidéo] (en) Sam Jones, « Canary Islands: 5,000 evacuated as La Palma volcano eruptions continue », The Guardian,‎ 20 septembre 2021 (ISSN 0261-3077, lire en ligne, consulté le 29 septembre 2021).
- [vidéo] (es) « Reyes Maroto habla del volcán como un "reclamo turístico" y recibe críticas de la oposición: "Un poco de sensibilidad" », 20 Minutos,‎ 20 septembre 2021 (ISSN 1133-4835, lire en ligne, consulté le 29 septembre 2021).
- [vidéo] (es) « Reyes Maroto: “La erupción de La Palma es un reclamo turístico que podemos aprovechar” », El País,‎ 20 septembre 2021 (ISSN 1697-9397, lire en ligne, consulté le 29 septembre 2021).
- [vidéo] (es) « Una nueva boca alimenta las lenguas de lava y obliga al desalojo de 700 personas más », sur lasexta.com, La Sexta, 20 septembre 2021 (consulté le 29 septembre 2021).
- (es) « Alud de críticas a Reyes Maroto por ver el volcán de La Palma como reclamo turístico », La Vanguardia,‎ 20 septembre 2021 (ISSN 1133-4835, lire en ligne, consulté le 29 septembre 2021).
- (es) « La ministra Maroto rectifica sus polémicas declaraciones sobre el turismo en el volcán de La Palma », ABC Andalucía,‎ 20 septembre 2021 (ISSN 1136-0143, lire en ligne, consulté le 29 septembre 2021).
- (es) « Gases tóxicos y nuevos sismos: los riesgos del volcán de La Palma tras la erupción », sur elconfidencial.com, El Confidencial, 20 septembre 2021 (consulté le 29 septembre 2021).
- (es) Guillermo Altares, « Los volcanes que cambiaron la historia de la humanidad: Krakatoa, Santorini, Eyjafjallajökull, Vesubio… », El País,‎ 21 septembre 2021 (ISSN 1697-9397, lire en ligne, consulté le 29 septembre 2021).
- (es) Patricia Esteban, « Guía para los afectados por el volcán de La Palma: ¿quién paga los daños? », El País,‎ 21 septembre 2021 (ISSN 1697-9397, lire en ligne, consulté le 29 septembre 2021).
- [vidéo] (es) « La lava llega al barrio de Todoque », sur canarias7.es, Canarias7, 21 septembre 2021 (consulté le 29 septembre 2021).
- [vidéo] (es) « Los daños provocados por el volcán en La Palma superarán los 400 millones de euros », sur lasexta.com, La Sexta, 21 septembre 2021 (consulté le 29 septembre 2021).
- (es) A. Castellano, « La erupción paraliza la cosecha del 15% del plátano de Canarias », El Día,‎ 22 septembre 2021 (lire en ligne, consulté le 29 septembre 2021) — Article inaccessible pour les non-abonnés.
- [vidéo] (es) « Las Fuerzas de Seguridad y los vecinos rescatan a animales afectados por el volcán de La Palma », Diario de Mallorca,‎ 22 septembre 2021 (lire en ligne, consulté le 29 septembre 2021).
- (es) « Aumenta la actividad explosiva concentrada en cuatro bocas abiertas por la erupción en La Palma », sur huffingtonpost.es, El HuffPost, 22 septembre 2021 (consulté le 29 septembre 2021).
- (es) « El bulo del tsunami de La Palma que acabaría con EE UU », El Día,‎ 22 septembre 2021 (lire en ligne, consulté le 29 septembre 2021).
- [vidéo] (es) « El volcán entra en 'zona de estabilidad', con coladas más lentas, cuatro bocas activas y solo una fisura », sur europapress.es, Europa Press, 29 septembre 2021 (consulté le 29 septembre 2021).
- Sandrine Morel, « L’éruption du volcan de La Palma, aux Canaries, pourrait durer plusieurs semaines », Le Monde,‎ 22 septembre 2021 (ISSN 0395-2037, lire en ligne, consulté le 29 septembre 2021).
- [vidéo] (es) Javier Salas, « “Todo cuadraba”: los expertos que avisaron de la reactivación del volcán de La Palma », El País,‎ 23 septembre 2021 (ISSN 1697-9397, lire en ligne, consulté le 29 septembre 2021).
- [vidéo] (es) Belén H. Gómez-Mansilla, Paula Casado (vídeo) et Nelly Ragua (grafismo), « La lava del volcán sepulta las carreteras de La Palma », El País,‎ 23 septembre 2021 (ISSN 1697-9397, lire en ligne, consulté le 29 septembre 2021).
- [vidéo] (es) « Los Reyes se reúnen en La Palma con evacuados por la erupción del Cumbre Vieja », sur europapress.es, Europa Press, 23 septembre 2021 (consulté le 29 septembre 2021).
- [vidéo] (es) « Blanco: «Una de las lenguas se ha detenido. Es la que está más hacia el norte» », sur canarias7.es, Canarias7, 23 septembre 2021 (consulté le 29 septembre 2021).
- (es) Karen Estévez et Dácil Jiménez, « El volcán de La Palma se hace más explosivo: se abren dos nuevas bocas eruptivas y se ordena la evacuación obligatoria de varias poblaciones », sur eldiario.es, Eldiario.es, 24 septembre 2021 (consulté le 29 septembre 2021).
- [vidéo] (es) « El cono del volcán de La Palma se rompe y deja “una colada enorme” en dirección al mar », sur huffingtonpost.es, El HuffPost, 25 septembre 2021 (consulté le 29 septembre 2021).
- [vidéo] (es) Guillermo Vega, « La ceniza nubla el aeropuerto de La Palma », El País,‎ 25 septembre 2021 (ISSN 1697-9397, lire en ligne, consulté le 29 septembre 2021).
- (es) « La lava sobrepasa Todoque y está a 1,6 kilómetros de la costa », sur infobae.com, Infobae, 26 septembre 2021 (consulté le 29 septembre 2021).
- [vidéo] (es) « La lava derrumba el campanario de Todoque y la colada se reactiva », sur as.com, As, 26 septembre 2021 (consulté le 29 septembre 2021).
- (es) « La lava arrasa la iglesia y el centro de salud de Todoque », sur laregion.es, La Región (Galice), 26 septembre 2021 (consulté le 29 septembre 2021).
- [vidéo] (es) Juan Vicente Boo, « El Papa manifiesta «cercanía y solidaridad» a los damnificados por la erupción en La Palma y al personal de socorro », ABC,‎ 27 septembre 2021 (ISSN 1136-0143, lire en ligne, consulté le 29 septembre 2021).
- [vidéo] (es) « El volcán se reactiva tras el parón », sur canarias7.es, Canarias7, 27 septembre 2021 (consulté le 29 septembre 2021).
- [vidéo] (es) Silvia Fernández, « El parón del volcán entra “dentro del proceso normal” de este tipo de erupción », La Vanguardia,‎ 27 septembre 2021 (ISSN 1133-4835, lire en ligne, consulté le 29 septembre 2021).
- (es) « La erupción del volcán prosigue con normalidad: 46,3 millones de metros cúbicos de lava y acercándose al mar », sur europapress.es, Europa Press, 27 septembre 2021 (consulté le 29 septembre 2021).
- [vidéo] (es) Carlos Santana Beltrán, « La colada sobrepasa la montaña de Todoque y se acerca más al mar », sur canarias7.es, Canarias7, 28 septembre 2021 (consulté le 1er octobre 2021).
- [vidéo] (es) « La lava del volcán de La Palma alcanza el mar », sur eldiario.es, eldiario.es, 29 septembre 2021 (consulté le 29 septembre 2021).
- [vidéo] (es) « La lava del volcán de La Palma crea un enorme delta de 500 metros de ancho y decolora el mar », sur eldiario.es, eldiario.es, 29 septembre 2021 (consulté le 29 septembre 2021).
- [vidéo] (es) « La lava del volcán de La Palma llega al mar », El País,‎ 29 septembre 2021 (ISSN 1697-9397, lire en ligne, consulté le 29 septembre 2021).